# Бурячинка

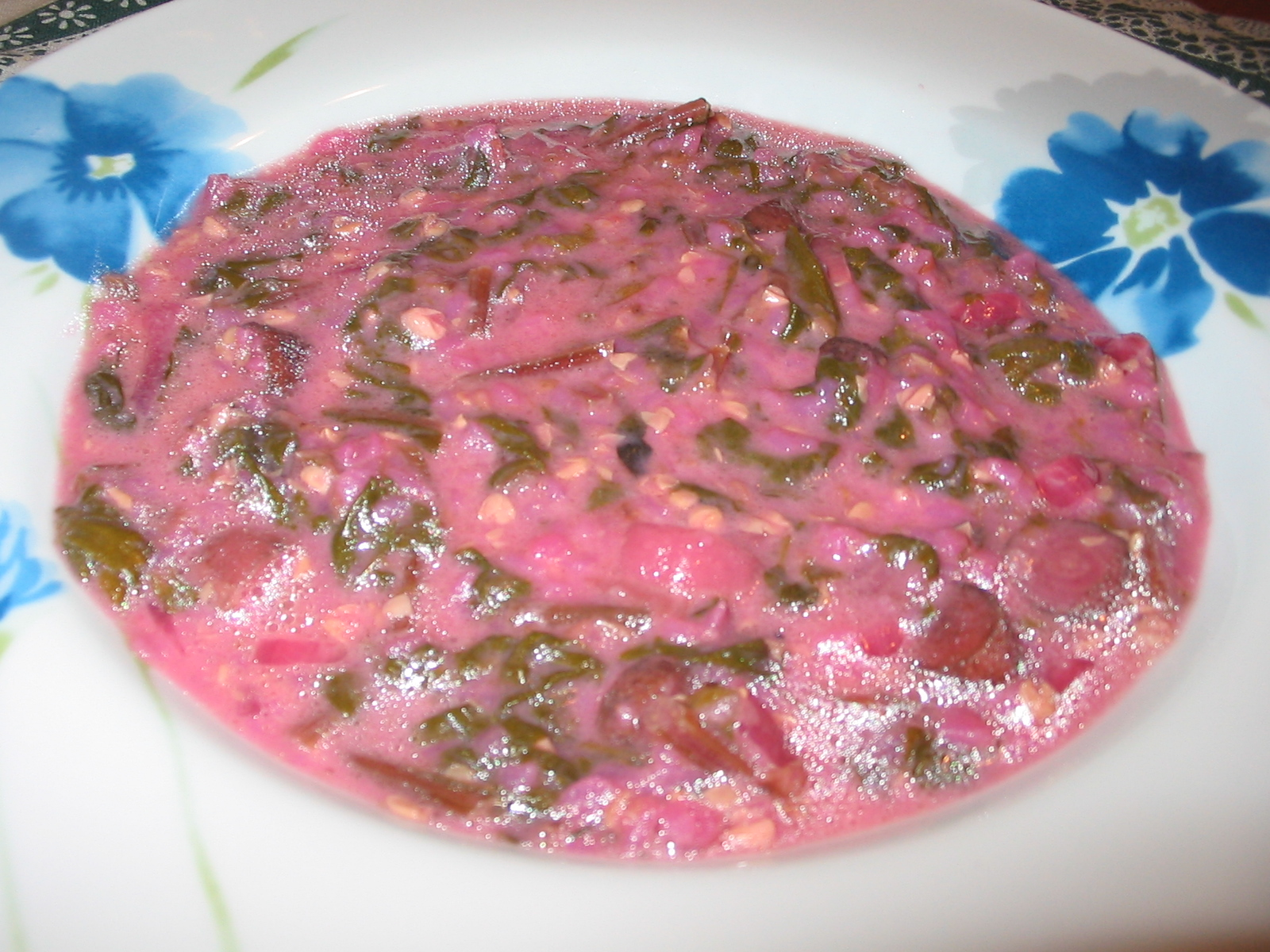
Украинская бурячинка

Бурячинка (укр. бурачинка) — блюдо украинской кухни из молодой свекольной ботвы, готовилась как альтернатива борщу. Бурячинку в Украине готовили, когда оставалось кислое безопарное тесто, предназначенное для пирожков.
У ботвы свеклы обрывают листья, чтобы остался только твердый стебель, выдирают из него лыко (волокна), режут, квасят (наливают воды и заправляют квасным тестом) на ночь, а утром варят, заправив сметаной и кукурузной мукой. Также черешки можно залить кислым молоком или кефиром.
Бурячинка готовится подобно пидчасу (блюду из молодой свеклы и молодой ботвы.), волоку (тушёная в масле ботва) и натыне. В волок часто добавляли дикороссы (медуницу, первоцветы, крапиву), а натыну варили преимущественно из лебеды.